# IMac G3
iMac G3 (известный в период выпуска как iMac) — персональный компьютер семейства Macintosh, разработанный и выпускавшийся компанией Apple Computer с 1998 по 2003 год. iMac G3 стал первым продуктом Apple, выпущенным после возвращения в пребывавшую тогда в кризисе компанию её основателя Стива Джобса. Оригинальная модель несколько раз подвергалась изменениям и улучшениям, среди которых были улучшение скорости процессора, объёма оперативной памяти, объёма жесткого диска и другие технические характеристики. На смену серии iMac G3 в 2002 году пришел iMac G4, а место iMac G3 на рынке компьютеров для образовательных учреждений занял eMac.
Вернувшийся в компанию Стив Джобс провёл реорганизацию компании и её линейки продуктов, что позволило ускорить разработку нового компьютера. iMac был разработан как недорогой, ориентированный на потребителя компьютер, который легко подключается к Интернету. iMac первого поколения задал концепцию общей конструкции всех последующих моделей — компьютер-моноблок. В компьютер встроены 15-дюймовый кинескопный экран и процессор PowerPC G3. Руководитель отдела дизайна Apple Джони Айв и его команда разработали полупрозрачный пластиковый корпус в форме капли, который резко отличался от внешнего вида всех предыдущих компьютеров компании. В iMac было решено отказаться от старых технологий, таких как последовательные порты и дисководы для дискет, в пользу тогда ещё новых CD-дисковода и USB-портов.
iMac G3 получил неоднозначные отзывы критиков: журналисты отмечали, что компьютер подходит для начинающих пользователей, но вместе с тем критиковали отсутствие устаревших технологий и отмечали неудобство пользования мышью (имевшей форму хоккейной шайбы) и клавиатуры. Несмотря на смешанные отзывы, iMac сразу же стал коммерческим успехом и самым продаваемым компьютером Apple. За всё время производства было продано более шести миллионов экземпляров. iMac смог спасти Apple от финансового краха и превратил персональные компьютеры из нишевых технических продуктов в устройства для массового потребителя. Компьютеры и иные потребительские товары других компаний стали использовать полупрозрачный пластик, что привело к судебным искам со стороны Apple.

## Предыстория
Во второй половине 1990-х годов Apple (тогда носившая название Apple Computer) находилась в состоянии серьёзного финансового кризиса. За 1997 год компания продала 1,8 миллиона компьютеров Mac, по сравнению с 4,5 миллионами в 1995 году. Продажи Apple также были сниженными из-за того, что компания выдавала лицензии на продажу компьютеров других компаний с предустановленной на них системой Mac OS. Продажи таких компьютеров превышали продажи собственных продуктов Apple. Также Apple не смогла конкурировать на рынке бюджетных компьютеров и в итоге полностью покинула этот рынок. В декабре 1996 года Apple выкупила компьютерную компанию NeXT, основанную Стивом Джобсом. В рамках сделки он вернулся в Apple, которую основал в 1976 году, а затем был уволен оттуда в 1985 году. Apple в результате сделки также приобрела операционную систему NeXTSTEP, которая стала основой для операционной системы Mac OS X. Джобс вернулся в Apple в качестве советника, но 9 июля 1997 года совет директоров компании уволил генерального директора Гила Амелио, после чего Джобс заменил его в качестве временно исполняющего обязанности.
Примерно в то же время директор отдела дизайна Apple Роберт Бруннер уволился из компании, и его сменил младший дизайнер Джони Айв. От предыдущего главы отдела дизайна ему досталась команда дизайнеров, получившая множество наград за созданные раннее продукты. Айв был разочарован действовавшим тогда руководством Apple и думал о том, чтобы уйти из компании. На встрече, на которой было объявлено назначение Джобса генеральным директором Apple, Джобс сказал своим сотрудникам, что проблемы Apple связаны с ее плохими продуктами. Джобс хотел сделать привлекательный дизайн продуктов основной частью стратегии спасения Apple от финансового кризиса. Айв и Джобс быстро нашли общий язык, благодаря чему новый генеральный директор сохранил команду дизайнеров Apple под руководством Айва. Джобс привел компанию к прибыльности за счет сокращения расходов, но Apple все еще нуждалась в новых конкурентоспособных продуктах для увеличения продаж. Он планировал сократить слишком обширную и затруднительную для понимания линейку предлагавшихся компьютеров Apple с десяти до четырех продуктов: по одному ноутбуку и настольному компьютеру для профессиональной работы и для домашних пользователей. Настольным компьютером, ориентированным на широкий круг потребителей, должен был стать iMac.

## Описание
Благодаря универсальному дизайну, основанному на ЭЛП-дисплее и покрытому ярким полупрозрачным пластиком, iMac стал первым потребительским продуктом, выпущенным при временном генеральном директоре и соучредителе Apple Стиве Джобсе после его возвращения в финансово проблемную компанию. iMac был огромным успехом для Apple, оживляя компанию и влияя на дизайн продуктов конкурентов. Это сыграло свою роль в отказе от устаревших технологий, таких как дискеты, последовательные порты и ADB, в пользу USB. Линейка продуктов обновлялась с 1998 по 2001 год новыми технологиями и цветами, в конечном итоге их заменили iMac G4 и Emac.
Стив Джобс сократил крупные продуктовые линейки компании сразу же после того, как стал временным генеральным директором Apple в 1997 году. Ближе к концу года Apple сократила линейку настольных компьютеров Mac с десяти различных моделей до четырех моделей Power Macintosh G3, которые включали непосредственного предшественника iMac, эксклюзивный продукт образовательного рынка под названием Power Macintosh G3 All-In-One. Прекратив выпуск серии Performa, ориентированной на потребителя, Apple нуждалась в замене ценового ориентира Performa. Компания анонсировала iMac 6 мая 1998 и выпустила в продажу 15 августа 1998 года.
Внутренне iMac G3 представлял собой комбинацию проекта MacNC и Common Hardware Reference Platform (CHRP). хотя обещание CHRP никогда не было полностью реализовано, работа, которую Apple проделала над CHRP, значительно помогла в разработке iMac. Одно из изменений от CHRP, например, состояло в загрузке классической Mac OS с помощью 4-мегабайтного файла Mac OS ROM, хранящегося на диске. Оригинальный iMac использовал процессор PowerPC G3 (PowerPC 750), который также работал в линейке Apple High-end Power Macintosh в то время, хотя и на более высоких скоростях. Он продавался за 1299 $ и поставлялся вместе с Mac OS 8.1, который вскоре был обновлен до Mac OS 8.5.
iMac постоянно обновлялся после своего первоначального выпуска. Помимо увеличения технических характеристик (скорость процессора, объем видеопамяти и жесткого диска), Apple заменила Bondi Blue новыми цветами. На протяжении всего срока службы iMac выпускался в общей сложности в тринадцати цветах.
Более позднее обновление оборудования создало более гладкий дизайн. Этот iMac второго поколения отличался щелевым оптическим приводом, FireWire, «безвентиляторной» работой (через свободное конвекционное охлаждение), слегка обновленной формой и возможностью беспроводной сети AirPort. Apple продолжала продавать эту линейку iMac до марта 2003 года, в основном клиентам, которые хотели иметь возможность работать со старой операционной системой Mac OS 9. Поддержка USB и FireWire, а также поддержка удаленного доступа, Ethernet и беспроводной сети (через 802.11 b и Bluetooth) вскоре стал стандартом во всей линейке продуктов Apple. Добавление высокоскоростного FireWire исправило недостатки более ранних iMac.
Модель iMac CRT, теперь ориентированная на образовательный рынок, была переименована в iMac G3 и продолжала выпускаться вместе со своим преемником iMac G4 до тех пор, пока не был выпущен EMac. Поскольку Apple продолжала выпускать новые версии своих компьютеров, термин iMac продолжал использоваться для обозначения машин в своей потребительской линейке настольных компьютеров.
iMac резко отличался от любого предыдущего основного компьютера. Он был сделан из полупрозрачного пластика цвета «Bondi Blue» и имел яйцевидную форму вокруг 15-дюймового (38,1 см) ЭЛТ-дисплея. В корпусе имелась ручка, а периферийные разъемы были спрятаны за дверцей с правой стороны компьютера. Двойные разъемы для наушников спереди дополняли встроенные стереодинамики. Дэнни Костер был оригинальным дизайнером продукта, а Джонатан Айв помогал в дальнейшем процессе. Уникальные варианты формы и цвета iMac G3 помогли укорениться в поп-культуре конца 1990-х годов. IMac был первым компьютером, который предлагал исключительно USB-порты в качестве стандарта, в том числе в качестве разъема для своей новой клавиатуры и мыши, таким образом отказавшись от предыдущих периферийных соединений Macintosh, таких как последовательные порты ADB, SCSI и GeoPort.
Еще одним радикальным шагом был отказ от 3,5-дюймового дисковода гибких дисков, который присутствовал в каждом Macintosh начиная с первого в 1984 году. Apple утверждала, что записываемые компакт-диски, интернет и офисные сети быстро делают дискеты устаревшими; однако упущение Apple вызвало споры. На момент появления iMac сторонние производители предлагали внешние USB-дисководы, часто из полупрозрачного пластика, чтобы соответствовать корпусу iMac. Apple изначально анонсировала, что внутренний модем в iMac будет работать только на 33,6 Кбит/с, а не на новой скорости 56 Кбит / с, но был вынужден под давлением потребителей принять более быстрый стандарт.
Такие компоненты, как фронтальный ИК-порт и лоток для загрузки компакт-дисков, были заимствованы из линейки ноутбуков Apple. Хотя iMac официально не имел слота расширения, первые версии имели слот, получивший название «мезонинный слот». Он был только для внутреннего использования Apple, хотя для него было выпущено несколько сторонних карт расширения, таких как обновление видеокарты 3dfx Voodoo II от Micro и тюнер SCSI/SCSI-TV карты (iProRAID и iProRAID TV) от немецкой компании Formac. Мезонинный слот был удален из более поздних iMac, хотя, согласно статье в немецком компьютерном журнале c’t, гнездо может быть переоборудовано на iMac версии C.
Клавиатура и мышь были переработаны для iMac с полупрозрачным пластиком и отделкой Bondi Blue. Клавиатура была меньше, чем предыдущие клавиатуры Apple, с белыми символами на черных клавишах вызвали споры. А мышь была маленькой, круглой и неудобной в использовании. Apple продолжала поставлять круглую мышь, добавляя к кнопке дивот в более поздних версиях, чтобы пользователи могли различать правильную ориентацию на ощупь. На выставке Macworld Expo 2000 года в Нью-Йорке была представлена новая продолговатая оптическая мышь, известная как Apple Pro Mouse (а позже переименованная в «Apple Mouse»), она заменила круглую мышь во всех последующих ревизиях G3. В то же время была представлена клавиатура Apple Pro. Это была полноразмерная клавиатура с расширенной раскладкой, невиданной со времен последних клавиатур ADB.
Первая ревизия iMac G3 включала 15-дюймовый (13,8-дюймовый видимый) ЭЛТ-дисплей, процессор 233 МГц, графику ATI Rage IIc, жесткий диск объемом 4 ГБ, дисковод CD-ROM с загрузкой в лоток, два порта USB, модем 56 Кбит/с, встроенный Ethernet, инфракрасный порт, встроенные стереодинамики и два порта для наушников. Он выпускался исключительно в полупрозрачном пластике «Bondi Blue» и был известен как Revision A. 17 октября iMac был обновлен до графики ATI Rage Pro. Она сохранила первоначальную цену своего предшественника в размере 1299 долларов. С появлением 5 января 1999 года модели Revision C были сняты инфракрасные и мезонинные функции iMac, а ее цена упала до 1199 долларов США. Емкость жесткого диска увеличилась, и был добавлен более быстрый процессор. Синий цвет Bondi Blue был заменен пятью новыми цветами: клубничным, черничным, лаймовым, виноградным и мандариновым. Последнее обновление, Revision D, было выпущено 14 апреля 1999 года, которое сохранило свои предыдущие спецификации, за исключением более быстрого процессора.

## Технические характеристики

### Первое поколение
| Модель                           | iMac (233 МГц)                                           | iMac (233 МГц)                                           | iMac (266 МГц)                                           | iMac (333 МГц)                                           |
| -------------------------------- | -------------------------------------------------------- | -------------------------------------------------------- | -------------------------------------------------------- | -------------------------------------------------------- |
| Фото                             | Original iMac viewed from the side                       | Original iMac viewed from the side                       | Lineup of iMacs in five different colors, side view      | Lineup of iMacs in five different colors, side view      |
| Дата выпуска                     | 15 августа 1998                                          | 26 октября 1998                                          | 5 января 1999                                            | 15 апреля 1999                                           |
| Цвет(а) корпуса                  | Bondi Blue                                               | Bondi Blue                                               | Blueberry Grape Tangerine Lime Strawberry                | Blueberry Grape Tangerine Lime Strawberry                |
| Процессор                        | 233 МГц G3                                               | 233 МГц G3                                               | 266 МГц G3                                               | 333 МГц G3                                               |
| Кэш процессора                   | 32 KB of L1 Cache and 512 KB of L2 backside cache        | 32 KB of L1 Cache and 512 KB of L2 backside cache        | 32 KB of L1 Cache and 512 KB of L2 backside cache        | 32 KB of L1 Cache and 512 KB of L2 backside cache        |
| Память                           | Two SO-DIMM slots: 32–256 MB PC100 SDRAM                 | Two SO-DIMM slots: 32–256 MB PC100 SDRAM                 | Two SO-DIMM slots: 32–256 MB PC100 SDRAM                 | Two SO-DIMM slots: 32–256 MB PC100 SDRAM                 |
| Графика                          | ATI Rage IIc with 2 MB of SGRAM                          | ATI Rage Pro Turbo with 6 MB of SGRAM                    | ATI Rage Pro Turbo with 6 MB of SGRAM                    | ATI Rage Pro Turbo with 6 MB of SGRAM                    |
| Жёсткий диск                     | 4 GB                                                     | 4 GB                                                     | 6 GB                                                     | 6 GB                                                     |
| Дисковод                         | 24× CD-ROM                                               | 24× CD-ROM                                               | 24× CD-ROM                                               | 24× CD-ROM                                               |
| Интернет-соединение              | 10/100 BASE-T Ethernet 56k modem                         | 10/100 BASE-T Ethernet 56k modem                         | 10/100 BASE-T Ethernet 56k modem                         | 10/100 BASE-T Ethernet 56k modem                         |
| Интернет-соединение              | 4 Mbit/s IrDA                                            | 4 Mbit/s IrDA                                            | н/д                                                      | н/д                                                      |
| Разъёмы                          | 2× USB Audio input/output jacks Built-in stereo speakers | 2× USB Audio input/output jacks Built-in stereo speakers | 2× USB Audio input/output jacks Built-in stereo speakers | 2× USB Audio input/output jacks Built-in stereo speakers |
| Изначальная операционная система | Mac OS 8.1 (initial release) or Mac OS 8.5               | Mac OS 8.1 (initial release) or Mac OS 8.5               | Mac OS 8.5.1                                             | Mac OS 8.5.1                                             |
| Масса                            | 40 lb (17.25 kg)                                         | 40 lb (17.25 kg)                                         | 40 lb (17.25 kg)                                         | 40 lb (17.25 kg)                                         |
| Размеры                          | 15.8 × 15.2 × 17.6-inch (40.1 × 38.6 × 44.7 cm)          | 15.8 × 15.2 × 17.6-inch (40.1 × 38.6 × 44.7 cm)          | 15.8 × 15.2 × 17.6-inch (40.1 × 38.6 × 44.7 cm)          | 15.8 × 15.2 × 17.6-inch (40.1 × 38.6 × 44.7 cm)          |

### Второе поколение
| Модель                           | iMac (Slot Loading)                                                                          | iMac (Summer 2000)                                                                              | iMac (Early 2001) | iMac (Summer 2001)                                                                           |
| -------------------------------- | -------------------------------------------------------------------------------------------- | ----------------------------------------------------------------------------------------------- | --- | -------------------------------------------------------------------------------------------- |
| Фото                             | Side view of an iMac in a translucent grey and white color scheme.                           | Side view arrangement of five iMacs, in clear dark blue, red, green, grey, and a frosted white. | Side view of four iMacs, in clear dark blue, grey, blue with light circle spots, and multicolored flowers screened on its surface. | Side view arrangement of dark blue, grey, and white iMacs.                                   |
| Дата выпуска                     | October 5, 1999                                                                              | July 19, 2000                                                                                   | February 22, 2001 | July 18, 2001                                                                                |
| Цвет(а) корпуса                  | Blueberry Grape Tangerine Lime Strawberry Graphite                                           | Indigo Ruby Sage Graphite Snow                                                                  | Indigo Graphite Blue Dalmatian ✿ Flower Power                                                                                      | Indigo Graphite Snow                                                                         |
| Процессор                        | 350 or 400 MHz G3                                                                            | 350, 400, 450, or 500 MHz G3                                                                    | 400, 500, or 600 MHz G3 | 500, 600, or 700 MHz G3                                                                      |
| Кэш процессора                   | 512 KB of L2 Cache                                                                           | 512 KB of L2 Cache                                                                              | 512 KB of L2 Cache or 256 KB of L2 Cache                                                                                           | 256 KB of L2 Cache                                                                           |
| Память                           | Two slots of PC100 SDRAM 64 MB – 512 MB                                                      | Two slots of PC100 SDRAM 64 MB – 1 GB                                                           | Two slots of PC100 SDRAM 64 MB – 1 GB                                                                                              | Two slots of PC100 SDRAM 128 MB – 1 GB                                                       |
| Графика                          | ATI Rage 128 VR with 8 MB of SDRAM                                                           | ATI Rage 128 Pro with 8 MB of SDRAM                                                             | ATI Rage 128 Pro with 8 MB of SDRAM ATI Rage 128 Ultra with 16 MB of SDRAM                                                         | ATI Rage 128 Ultra with 16 MB of SDRAM                                                       |
| Жёсткий диск                     | 6 GB, 10 GB or 13 GB                                                                         | 7 GB, 10 GB, 20 GB or 30 GB                                                                     | 10 GB, 20 GB, or 40 GB | 20 GB, 40 GB or 60 GB                                                                        |
| Дисковод                         | CD-ROM, DVD-ROM, or CD-RW                                                                    | CD-ROM, DVD-ROM, or CD-RW                                                                       | CD-ROM, DVD-ROM, or CD-RW | CD-ROM, DVD-ROM, or CD-RW                                                                    |
| Интернет-соединение              | 10/100 BASE-T Ethernet 56k V.90 modem AirPort ready                                          | 10/100 BASE-T Ethernet 56k V.90 modem AirPort ready                                             | 10/100 BASE-T Ethernet 56k V.90 modem AirPort ready                                                                                | 10/100 BASE-T Ethernet 56k V.90 modem AirPort ready                                          |
| Разъёмы                          | 2× USB 2× FireWire (except 350 MHz models) Audio input/output jacks Built-in stereo speakers | 2× USB 2× FireWire (except 350 MHz models) Audio input/output jacks Built-in stereo speakers    | 2× USB 2× FireWire (except 350 MHz models) Audio input/output jacks Built-in stereo speakers                                       | 2× USB 2× FireWire (except 350 MHz models) Audio input/output jacks Built-in stereo speakers |
| Разъём для монитора              | VGA                                                                                          | VGA                                                                                             | VGA | VGA                                                                                          |
| Изначальная операционная система | Mac OS 8.6                                                                                   | Mac OS 9.0.4                                                                                    | Mac OS 9.1 | Mac OS 9.1 and Mac OS X 10.0.4                                                               |
| Масса                            | 34.7 lb (15.7 kg)                                                                            | 34.7 lb (15.7 kg)                                                                               | 34.7 lb (15.7 kg) | 34.7 lb (15.7 kg)                                                                            |
| Размеры                          | 15.0 × 15.0 × 17.1 inch (38.1 × 38.1 × 43.5 cm)                                              | 15.0 × 15.0 × 17.1 inch (38.1 × 38.1 × 43.5 cm)                                                 | 15.0 × 15.0 × 17.1 inch (38.1 × 38.1 × 43.5 cm)                                                                                    | 15.0 × 15.0 × 17.1 inch (38.1 × 38.1 × 43.5 cm)                                              |